# Das grüne Blut der Dämonen
Das grüne Blut der Dämonen (Originaltitel: Quatermass and the Pit, alternativer Titel in den USA: Five Million Years to Earth) ist ein britischer Science-Fiction-Film aus dem Jahr 1967. Nach Schock (1955) und Feinde aus dem Nichts (1957) ist dies der dritte Teil der Quatermass-Trilogie der Filmgesellschaft Hammer. Nigel Kneale schrieb das Drehbuch wie bereits für die gleichnamige, 1958 gestartete BBC-Fernsehserie; Regie führte Roy Ward Baker, für die Spezialeffekte sorgte Les Bowie (1913–1979).
Bei Bauarbeiten im Londoner U-Bahn-Netz werden fünf Millionen Jahre alte Überreste einer unbekannten frühmenschlichen Rasse und ein Raumschiff gefunden. Professor Quatermass und ein Team von Wissenschaftlern entdecken, dass von dem Raumschiff immer noch eine akute Gefahr ausgeht.

## Handlung
Bei Ausschachtungen für die Londoner U-Bahn werden Skelette einer unbekannten frühmenschlichen Rasse mit ungewöhnlich großen Schädeln gefunden. Der hinzugezogene Paläontologe Roney schätzt das Alter der Funde auf fünf Millionen Jahre. Bei weiteren Grabungen stoßen die Arbeiter auf ein projektilartiges Objekt, das zunächst für einen Blindgänger aus dem Zweiten Weltkrieg gehalten wird. Die verständigten Experten Colonel Breen und Professor Quatermass von der staatlichen Raumfahrtbehörde legen – mit einer Einheit des Militärs – statt der erwarteten Bombe ein unbekanntes Flugobjekt frei. In einem Hohlraum des Flugkörpers wird ein weiteres frühmenschliches Skelett entdeckt, womit sich das Alter des Flugobjekts ebenfalls auf fünf Millionen Jahre beziffern lässt. Quatermass hält den Fund für ein Raumschiff, Breen dagegen vermutet eine unbekannte Geheimwaffe aus dem 2. Weltkrieg.
Nach mehreren vergeblichen Versuchen, die Hülle des Objekts zu durchdringen, öffnet sich eine Zwischenwand im wabenähnlichen Inneren und gibt eine Gruppe von erstarrten heuschreckenartigen Wesen mit Menschengröße frei. Roneys Team und Quatermass kommen nach einer Untersuchung zu dem Schluss, dass der Flugkörper und die Wesen darin vom Mars stammen. Gleichzeitig bemerken sie die Ähnlichkeit der Wesen zu alten Teufelsdarstellungen. Recherchen in alten Chroniken ergeben, dass rund um den Fundort wiederholt von geisterhaften bzw. dämonischen Erscheinungen berichtet wurde. Sladden, ein an den Ausgrabungsarbeiten beteiligter Bohrexperte, entwickelt plötzlich zerstörerische telekinetische Kräfte. Hinterher berichtet er, Horden von den im Raumschiff gefundenen Wesen gesehen zu haben. Quatermass vermutet ein Erinnerungsbild aus dem kollektiven Unbewussten. Mithilfe eines von Roneys Team entwickelten Apparates, der in der menschlichen Psyche vergrabene visuelle Eindrücke aufzeichnen kann, wollen Quatermass und Roney mehr von diesen unterbewussten Bildern zutage fördern. Am Ausgrabungsort werden erst Quatermass, dann Roneys Assistentin, die für telepathische Signale empfänglichere Barbara Judd, an den Apparat angeschlossen.
Quatermass führt Colonel Green und Vertretern aus der Politik die Bilder vor, die Roneys Apparat in den Erinnerungen seiner Assistentin aufgezeichnet hat. Diese zeigen Horden der heuschreckenartigen Wesen, die sich gegenseitig bekämpfen und töten. Quatermass und Roney sind überzeugt, dass die Marsianer, als ihre Welt starb, von ihnen „hochgezüchtete“ Frühmenschen auf der Erde aussetzten, um so einen Teil ihres genetischen Erbes zu erhalten und um den Menschen einen „kriegerischen Instinkt“ anzuzüchten. Ihre Theorie wird von den übrigen Anwesenden brüsk zurückgewiesen. Trotz der Warnung der Wissenschaftler wird für den Abend eine Pressekonferenz an der Ausgrabungsstätte angesetzt.
Bei der abendlichen Pressekonferenz finden sich ranghohe Politiker, Colonel Breen, Roney, seine Assistentin Barbara und Quatermass ein. Neben der zahlreich vertretenen Presse ist auch ein Kamerateam für eine Liveübertragung anwesend. Ein Techniker wird unversehens durch einen Starkstromschlag getötet. Das Raumschiff beginnt ein telepathisches Signal auszusenden, das die Menschen in der Umgebung in Panik stürzt oder in wahllos tötende Amokläufer verwandelt. Das Kraftfeld gewinnt an Stärke, und schließlich erhebt sich über London ein überdimensionales, teufelsgleiches, marsianisches Gesicht. Roney ist überzeugt, dass die außerirdische Energie ins Erdreich abgeleitet werden kann, und steuert den Arm eines Baukrans in die Erscheinung. Diese verschwindet mit einer gewaltigen elektrischen Entladung, Roney kommt ums Leben. Quatermass und Barbara stehen in den Trümmern einer verwüsteten Stadt.

## Hintergrund
Das grüne Blut der Dämonen war der erste Film der Reihe, der in Farbe gedreht wurde. Eines der Themen in Nigel Kneales Drehbuch ist der Einfluss außerirdischer Intelligenz auf die menschliche, genauer, die durch außerirdisches Eingreifen gesteuerte und begünstigte menschliche Evolution. Wie Phil Hardy und Michael Weldon anmerken, wird dieses Thema ebenfalls in dem ein Jahr später erschienenen 2001: Odyssee im Weltraum von Stanley Kubrick behandelt.
Das grüne Blut der Dämonen startete am 9. November 1967 in den britischen und am 8. Februar 1968 in deutschen Kinos. Während der Film in Deutschland von der FSK ab 16 Jahren freigegeben wurde, erhielt der Film im Ursprungsland Großbritannien ein „X“ (absolutes Jugendverbot) von der britischen Zensurbehörde BBFC. In späteren Jahren wurde die Altersfreigabe in Großbritannien auf 15, dann auf 12 Jahre herabgesetzt.
In den USA wurde Das grüne Blut der Dämonen im Frühjahr 1968 unter dem Titel Five Million Years to Earth gestartet. Diese Praxis war schon bei Schock! und Feinde aus dem Nichts angewandt worden: The Quatermass Xperiment wurde zu The Creeping Unknown umbenannt, Quatermass 2 zu Enemy From Space.
1980 erschien ein vierter Quatermass-Film, The Quatermass Conclusion (alternativ Quatermass IV). Bei diesem handelte es sich um einen Zusammenschnitt aus einer vierteiligen TV-Serie mit dem schlichten Titel Quatermass, die im Oktober 1979 im britischen Sender ITV ausgestrahlt worden war. Produziert wurde die Serie von Thames Television, das Drehbuch schrieb erneut Nigel Kneale, Regie führte Piers Haggard.

## Kritiken
„Gute Darsteller, tolle Wendungen im Drehbuch, spannungsgeladen, und ein schönes Beispiel dafür, was aus einem geringen Budget herausgeholt werden kann. [Das grüne Blut der Dämonen ist] den vorhergehenden Quatermass-Filmen überlegen.“

„Die dritte und interessanteste von Nigel Kneales Quatermass-Parabeln […] ein anspielungsreiches Geflecht aus okkulten, anthropologischen, religiösen und extraterrestrischen Spekulationen.“

„Der beste der Serie und einer der besseren Science-Fiction-Filme überhaupt.“

„[Dem Film] fehlt die Intensität von Feinde aus dem Nichts […] Bakers Inszenierung ist schlapp […] Nichtsdestotrotz sind einige der Sequenzen beeindruckend.“

„Sorgfältig inszenierte, recht spannende Mischung von Utopie und Grusel, die an zwei frühere Quatermass-Abenteuer anknüpft (vgl. Schock bzw. Feinde aus dem Nichts), deren spezifische Art der Trivialunterhaltung aber nicht neu zu beleben weiß.“

„Bemerkenswerter B-Film über Außerirdische im Neuzeit-London; subtile, spannende Unterhaltung.“

## DVD-Veröffentlichungen
Das grüne Blut der Dämonen ist aktuell unter dem Originaltitel Quatermass and the Pit als britische Blu-ray und DVD von Optimum/Studio Canal erhältlich. Die ältere amerikanische (Anchor Bay) und deutsche DVD-Veröffentlichung (EMS) werden nicht mehr aufgelegt. Eine deutsche Blu-ray-Veröffentlichung (i-catcher Media GmbH & Co.KG) unter dem Titel Das grüne Blut der Dämonen – Hammer Edition ist seit dem 20. Dezember 2013 erhältlich.